# عملية النمس
كان المشروع الكوبي، المعروف أيضًا باسم عملية النمس، حملة واسعة النطاق من الهجمات الإرهابية ضد المدنيين، والعمليات السرية، التي نفذتها وكالة المخابرات المركزية الأمريكية في كوبا. تم تفويضه رسميًا في 30 نوفمبر 1961من قبل الرئيس الأمريكي جون إف كينيدي.تم الاتفاق على اسم عملية النمس في اجتماع سابق بالبيت الأبيض في 4نوفمبر 1961.تم تشغيل العملي مجي ام ويو، وهي مركز عمليات سرية وتجميع معلومات استخباراتية سرية للولايات المتحدة تأسست قبل عام في ميامي،فلوريدا، بقيادة جنرال القوات الجوية الأمريكية إدوارد لانسديل على الجانب العسكري وويليام كينج هارفي في وكالة المخابرات المركزية ودخلت حيز التنفيذ بعد فشل غزو خليج الخنازير.
كانت عملية النمس برنامجًا سريًا ضد كوبا يهدف إلى إزاحة الشيوعيين من السلطة، والتي كانت محورًا رئيسيًا لإدارة كينيدي. وتؤكد وثيقة صادرة عن وزارة الخارجية الأمريكية أن المشروع يهدف إلى «مساعدة كوبا في الإطاحة بالنظام الشيوعي»، بما في ذلك زعيمها فيدل كاسترو، ويهدف إلى «ثورة يمكن أن تنشب في كوبا بحلول تشرين الأول / أكتوبر 1962».كما أراد صانعو السياسة في الولايات المتحدة رؤية «حكومة جديدة يمكن للولايات المتحدة أن تعيش معها بسلام».

## الأصول
كانت وكالة المخابرات المركزية تراقب صعود فيدل كاسترو إلى السلطة منذ عام 1948. مع صعوده إلى السلطة، أصبحت وكالة المخابرات المركزية مهتمة بشكل متزايد بأفعاله وآرائه السياسية.في أواخر الخمسينيات من القرن الماضي، بدأت وكالة المخابرات المركزية في جمع المزيد من المعلومات الاستخبارية عن كاسترو، للاشتباه في أنه شيوعي.لم تستطع المنظمة في البداية اكتشاف أدلة دامغة على أن كاسترو كان شيوعيًا.ومع ذلك، ظلت وكالة المخابرات المركزية تشعر بالقلق إزاء الطريقة التي اتخذت بها حكومة كاسترو المواقف المؤيدة للشيوعية.خلصت المخابرات المركزية الأمريكية إلى أن المقربين من كاسترو،إرنستو تشي جيفارا وراؤول كاسترو روز، كان لهما ميول شيوعية. لاحظ الجنرال سي بي كابيل في نوفمبر 1959 أنه بينما لم يكن كاسترو شيوعيًا، فقد سمح للحزب الشيوعي في كوبا بالنمو ونشر رسالته.ومع ذلك، بحلول كانون الأول (ديسمبر)، كانت الخطط قد تم طرحها بالفعل بين كبار مسؤولي السياسة الخارجية الأمريكيين الذين طالبوا بالإطاحة بحكومة كاسترو. ذكر تقرير رسمي من وكالة المخابرات المركزية أنه بحلول مارس 1960، كانت الولايات المتحدة قد قررت بالفعل أنه يجب ترحيل فيدل كاسترو.بسبب خوف الولايات المتحدة من تداعيات الأمم المتحدة، تم الاحتفاظ بالخطة على أعلى مستوى من السرية، وبالتالي، أصبح «الإنكار المعقول» نقطة محورية رئيسية في سياسة الخدمة السرية الأمريكية.

### إذن رسمي للعمل
أذنت الحكومة رسميًا بالعملية في 17مارس 1960، عندما وقع الرئيس أيزنهاور على ورقة وكالة المخابرات المركزية بعنوان "برنامج عمل سري ضد نظام كاسترو". يفصل تقرير رفعت عنه السرية من قبل المفتش العام ليمان كيركباتريك تاريخ العملية، ويذكر أن الأمر الرئاسي منح الوكالة الإذن بإنشاء منظمة من الكوبيين المنفيين لإدارة برامج المعارضة، وبدء "هجوم دعائي" لجذب الدعم للحركة، وإنشاء شبكة لجمع المعلومات الاستخبارية داخل كوبا، و "تطوير قوة شبه عسكرية يتم إدخالها إلى كوبا لتنظيم وتدريب وقيادة مجموعات المقاومة ضد نظام كاسترو. استخدم الهجوم الدعائي استخدام البث الإذاعي والمنشورات ليتم تمريرها.كان هذا الإجراء يهدف فقط إلى نشر الدعم للحكومة المؤقتة. كانت تقديرات الميزانية لوكالة المخابرات المركزية لهذه العملية السرية حوالي 4.4 مليون دولار. كانت الورقة الموقعة من قبل أيزنهاور هي التقرير الوحيد الذي أصدرته الحكومة طوال المشروع بأكمله.وهذا يسلط الضوء على السرية التي تتبعها حكومة الولايات المتحدة في تنفيذ العملية وكذلك سياستها المتمثلة في الإنكار المعقول.يتطلب هذا البرنامج من الوكالة العمل على مدار الساعة وجمع قدر كبير من المعلومات التفصيلية المحددة، بالإضافة إلى التعاون مع الوكالات الأخرى. لتأمين الدعم المالي اللازم، تم تطوير "مجموعة بندر" كمنظمة من شأنها أن توفر لرجال الأعمال الأمريكيين وسيلة سرية للتجارة مع المجموعات الكوبية. في 11مايو 1960، توصلت مجموعة بندر إلى اتفاق مع مجموعة تسمى جبهة الثورة الثورية (FRD). تضمنت الأنشطة الدعائية استخدام الوسائط المطبوعة والإذاعية لبث رسائل مناهضة لكاسترو.تم إطلاق هذه البرامج في جميع أنحاء أمريكا اللاتينية. تم شراء كميات كبيرة من العقارات من قبل الوكالة لاستخدامها في هذه العملية.تم إنشاء قاعدة للعمليات في ميامي في 25مايو، باستخدام "شركة تطوير مهني في نيويورك" و "عقد وزارة الدفاع" كغطاء. كما تم إنشاء محطة اتصالات في 15يونيو باستخدام عملية للجيش كغطاء. حصلت الوكالة أيضًا على منازل آمنة في جميع أنحاء ميامي "لأغراض عملياتية" مختلفة. استحوذت وكالة المخابرات المركزية أيضًا على عقارات في مدن أمريكية مختلفة وفي الخارج لأسباب مختلفة.
من مارس إلى أغسطس 1960، كان لدى وكالة المخابرات المركزية خطط تهدف إلى تقويض كاسترو وجاذبيته للجمهور من خلال تخريب خطبه. كانت المخططات التي تم التفكير فيها تهدف إلى تشويه سمعة كاسترو من خلال التأثير على سلوكه وتغيير مظهره. كانت إحدى الخطط التي تمت مناقشتها هي رش استوديو البث الخاص به بمركب مشابه لـإل سي دي، ولكن تم إلغاؤه لأن المركب كان غير موثوق به للغاية.كانت مؤامرة أخرى هي ربط صندوق من سيجار كاسترو بمادة كيميائية معروفة بأنها تسبب ارتباكًا مؤقتًا.ذهبت خطط وكالة المخابرات المركزية لتقويض الصورة العامة لكاسترو إلى حد جعل حذائه يحتوي على أملاح الثاليوم التي قد تتسبب في تساقط لحيته.كانت الخطة تقضي بربط حذائه بالملح بينما كان في رحلة خارج كوبا.كان من المتوقع أن يترك حذائه خارج غرفته بالفندق ليتم تلميعه، وعندها يتم إعطاء الأملاح.تم التخلي عن الخطة لأن كاسترو ألغى الرحلة.
استندت معارضة الولايات المتحدة لكاسترو إلى موقف حكومة الولايات المتحدة بأن الإكراه داخل كوبا كان شديدًا وأن الحكومة كانت بمثابة نموذج للحركات المناهضة للاستعمار المتحالفة في أماكن أخرى من الأمريكتين. بعد شهر من فشل غزو خليج الخنازير، اقترحت وكالة المخابرات المركزية برنامجًا تخريبيًا وهجمات إرهابية ضد أهداف مدنية وعسكرية في كوبا. في نوفمبر 1961، اقترح روبرت كينيدي وريتشارد جودوين على الرئيس كينيدي أن تبدأ حكومة الولايات المتحدة هذه الحملة، وكان بتفويض من الرئيس. كانوا يعتقدون أن الجهد المركزي بقيادة كبار المسؤولين من البيت الأبيض والوكالات الحكومية الأخرى لإزالة فيدل كاسترو والإطاحة بالحكومة الكوبية كان أفضل مسار للعمل.بعد اجتماع في البيت الأبيض في 3نوفمبر 1961، أصبحت هذه المبادرة معروفة باسم عملية النمس وسيقودها العميد في سلاح الجو إدوارد لانسديل من الجانب العسكري وويليام كينغ هارفي في وكالة المخابرات المركزية.
تم إحضار وكالات أخرى للمساعدة في تخطيط وتنفيذ عملية النمس.بعد قرار أيزنهاور، لوحظ في التاريخ الرسمي لغزو خليج الخنازير أنه «فور قرار أيزنهاور بالترويج لبرنامج مكافحة كاسترو، كان هناك قدر كبير من التعاون بين وكالة المخابرات المركزية وغيرها من الوكالات المعنية - وزارة الدفاع ووزارة الخارجية ومكتب التحقيقات الفيدرالي وخدمة الهجرة والجنسية وغيرها». تم تكليف ممثلين من وزارة الخارجية ووزارة الدفاع ووكالة المخابرات المركزية بأدوار أكبر في تنفيذ أنشطة العملية، بينما تم استدعاء ممثلين من وكالة المعلومات الأمريكية ووزارة العدل من حين لآخر للمساعدة في العملية. بصفته قائد العملية، تلقى العميد لانسديل إيجازات وتحديثات من هذه الوكالات وقدم تقارير مباشرة إلى مجموعة من كبار المسؤولين الحكوميين، المعروفين باسم المجموعة الخاصة المعززة إس جي أي.في عهد أيزنهاور، كان من المقرر اتخاذ أربعة أشكال رئيسية من الإجراءات لمساعدة المعارضة المناهضة للشيوعية في كوبا في ذلك الوقت.كانت هذه من أجل: (1) توفير هجوم دعائي قوي ضد النظام،(2) تحسين شبكة استخبارات سرية داخل كوبا،(3) تطوير قوات شبه عسكرية خارج كوبا،(4) الحصول على الدعم اللوجستي اللازم للعمليات العسكرية السرية على الجزيرة.في هذه المرحلة، لم يكن من الواضح بعد ما إذا كانت هذه الجهود ستؤدي في النهاية إلى غزو خليج الخنازير.
تضمنت بعض الأهداف المحددة للعمليات جمع المعلومات الاستخبارية وإنشاء نواة لحركة كوبية شعبية، إلى جانب استغلال إمكانات العالم السفلي في المدن الكوبية وتجنيد تعاون الكنيسة لجلب النساء الكوبيات إلى الإجراءات التي من شأنه أن يقوض نظام السيطرة الشيوعي. كانت وزارات الخارجية والدفاع والعدل مسؤولة عن مزيج من هذه الأهداف.كان كينيدي وبقية إس جي أي يأملون في التخلص من نظام كاسترو وإحداث تغيير في النظام السياسي في كوبا.
التقى الرئيس كينيدي والمدعي العام ومدير وكالة المخابرات المركزية جون ماكون وريتشارد جودوين والعميد لانسديل في 21نوفمبر 1961لمناقشة خطط عملية النمس.شدد روبرت كينيدي على أهمية العمل الديناميكي الفوري لتشويه سمعة نظام كاسترو في كوبا. ظل محبطًا من فشل غزو خليج الخنازير قبل بضعة أشهر فقط.بحلول نهاية نوفمبر، كان الرئيس كينيدي قد أنهى تفاصيل عملية النمس.ظل لانسديل مسؤولاً عن العملية، وظل الوصول إلى المعرفة بعملية النمس سريًا ومحدودًا للغاية.كما كان شائعًا طوال فترة رئاسة كينيدي، ستكون عملية صنع القرار مركزية وستكون داخل المجموعة الخاصة السرية (إس جي أي). في هذا الوقت، كانت عملية النمس جارية.

## تخطيط
رأى رؤساء الأركان المشتركة بوزارة الدفاع الأمريكية أن الهدف النهائي للمشروع هو توفير مبرر مناسب للتدخل العسكري الأمريكي في كوبا.طلبوا من وزير الدفاع تكليفهم بالمسؤولية عن المشروع، لكن المدعي العام روبرت ف.كينيدي احتفظ بالسيطرة الفعالة.
في 8 يناير 1960، عقد الجنرال كابيل، نائب مدير المخابرات المركزية، جلسة إحاطة مشتركة عن كوبا لوزارة الخارجية وهيئة الأركان المشتركة. خلال هذا الاجتماع، ذكر العقيد ل.ك.وايت أن فيدل كاسترو بحاجة إلى التعامل معه.في هذا الوقت، ناقش المخابرات المركزية أيضًا الحاجة إلى زيادة البرامج السرية وشبه السرية التي تستهدف كاسترو. تضمنت هذه البرامج الحرب النفسية، والعمل السياسي، والعمل الاقتصادي، والعمل شبه العسكري. بحلول 18 يناير، توصلت المخابرات المركزية إلى عمليات كوبية مختلفة. في وقت لاحق نوقش أنه ينبغي إنشاء فرع منفصل للتعامل مع كل شيء عن الحركة المناهضة لكاسترو.نظم قسم البيت الأبيض الفرع 4 (WH / 4) كفرقة عمل جديدة لإدارة العمليات الكوبية. تضمنت فرقة العمل 40 فرداً،18 منهم في المقر، و 20 في محطة هافانا، واثنان في قاعدة سانتياغو. كانت وزارة الخارجية قلقة من أنه في حالة الإطاحة بكاسترو، فإن الأشخاص الذين سيتبعونه سيكونون أسوأ منه - في المقام الأول تشي جيفارا وراؤول كاسترو.لذلك اقترحوا طريقة للحصول على قائد أفضل وافقوا عليه مكانه.بدأت وكالة المخابرات المركزية بالقلق من أن مشاركتهم مع الحركة المناهضة لكاسترو ستؤدي إلى حركة مناهضة للولايات المتحدة. في 14 مارس 1960، قدم دالاس «خطة عمل سرية عامة لكوبا» تركز فقط على المشاكل الكوبية.تمت مناقشة قدرة حرب العصابات في الجماعات المناهضة لكاسترو داخل وخارج كوبا.
سأل ريتشارد بيسيل، نائب مدير الخطط، شيفيلد إدواردز، مدير الأمن، عما إذا كان بإمكان إدواردز إقامة اتصال مع نقابة المقامرة الأمريكية التي كانت نشطة في كوبا.من الواضح أن الهدف كان اغتيال كاسترو على الرغم من ادعاء إدواردز أن هناك تجنبًا مدروسًا للمصطلح في محادثته مع بيسيل.يتذكر بيسيل أن الفكرة نشأت مع جي سي كينج، رئيس قسم WH آنذاك، على الرغم من أن كينج يتذكر الآن أنه كان لديه معرفة محدودة فقط بمثل هذه الخطة وفي تاريخ لاحق - حوالي منتصف عام 1962.
أصدر المجلس الثوري المناهض لكاسترو، المكون من مجموعة من الكوبيين، بيانًا صحفيًا في مؤتمر بمدينة نيويورك في 22 مارس 1961.وأعلن البيان الصحفي توحيد القوات ضد كاسترو وتحديد برنامج مهمتهم.كانت الأهداف تتمثل في الإطاحة بـ «الاستبداد الشيوعي الذي يستعبد الشعب الكوبي».وحدد البيان الصحفي صلاحيات السياسة الزراعية، والسياسة الاقتصادية، وأنظمة القانون، وإصلاح التعليم، والهيكل العسكري، وما إلى ذلك.كانت خطة شاملة.تم تنفيذ البيان الصحفي كأداة دعاية أخرى شعرت وكالة المخابرات المركزية أنها يمكن أن تعزز مهمتها.
كانت هناك شروط مسبقة لأولئك الذين تم تجنيدهم وتجنيدهم من قبل وكالة المخابرات المركزية: يجب أن يكونوا مؤيدين للغرب ومناهضين للشيوعية ومحايدين سياسياً وقادرين على حشد الدعم الكوبي الآخر.تم تحديد أهداف محددة للكوبيين الملتحقين بجبهة المعارضة الكوبية، والهدف الرئيسي هو استعادة الدستور الكوبي لعام 1940.يمكن تلخيص هدف جبهة المعارضة الكوبية على النحو التالي: 1) العمل كمنارة لجذب مجموعات أخرى مناهضة لكاسترو،2) لتكون كبش فداء في حالة اكتشاف عمليات سرية، و 3) لتكون بمثابة بديل محتمل لكاسترو بعد ذلك.سقوطه. بالنسبة للعملية الكوبية، أعدت وكالة المخابرات المركزية قائمة بمقاتلي حرب العصابات المحتملين داخل المقاطعات الكوبية.كانت هناك سبع مجموعات تتكون كل منها من ما بين 180 وأكثر من 4000 منشق محتمل.كانوا يتألفون من سجناء سياسيين ورجال حرب العصابات الذين اعتقدت وكالة المخابرات المركزية أنه يمكن إقناعهم بالتجنيد في العمليات ضد كاسترو. استجابةً للكمية المتزايدة من أسلحة الاتحاد السوفيتي بالإضافة إلى النفوذ المتزايد للحزب الشيوعي في كوبا، في وقت مبكر من يونيو 1960، كان هناك 500 من المنفيين الكوبيين يتم تدريبهم كأعضاء شبه عسكريين من أجل تنفيذ غزو خليج الخنازير، مع بعض هؤلاء المنفيين يتم تدريبهم في بنما. نظرًا لرفع السرية مؤخرًا عن آلاف الصفحات من وكالة المخابرات المركزية في عام 2011 (الذكرى الخمسين لغزو خليج الخنازير)، من المعروف الآن أن فرقة عمل وكالة المخابرات المركزية المسؤولة عن الهجوم شبه العسكري كانت تعلم أن العملية لن تنجح دون أن تصبح مفتوحة.غزو مدعوم من قبل الجيش الأمريكي.وفقًا لبيتر كورنبلوه، كان هذا أهم كشف عن رفع السرية عن التاريخ الرسمي لوكالة المخابرات المركزية.
في 12 أبريل 1961، أعدت وكالة المخابرات المركزية تقريرًا كاملاً عن العملية الكوبية حدد توجهها ومفهومها.ستتسم المؤامرة ضد كاسترو بظهور «مقاومة داخلية متنامية وفعالة بشكل متزايد، تساعدها أنشطة الطائرات الكوبية المهزومة وتسلل الأسلحة ومجموعات صغيرة من الرجال».(العملية الكوبية) أكد التقرير كذلك على خطوات معينة يجب اتخاذها لإضفاء مظهر ثورة داخلية.كان ميرو كاردونا يدلي بتصريحات عامة تؤكد أن حكومة الولايات المتحدة ليست متورطة وأن أي عمليات نفذها كوبيون.
بعد أيام فقط في 16 أبريل، كان هناك في البداية 11 هدفًا كان من المقرر مهاجمتها.تم تقليص قائمة الأهداف في وقت لاحق إلى 4.تضمنت هذه الأربعة قاعدة سان أنطونيو الجوية وقاعدة كامبو الجوية المحررة وأخيراً القواعد البحرية الموجودة في باتابانو ونيوكا جيرونا. بالإضافة إلى ذلك، تم تخفيض عدد طائرات بي-26 التي سيتم استخدامها في الضربة من 15 إلى 5، مما حد في النهاية من التغطية الجوية الأمريكية.يشير التاريخ الرسمي لوكالة المخابرات المركزية لعملية خليج الخنازير إلى أن الغطاء الجوي المحدود ترك سلاح اللواء الجوي مفتوحًا أمام هجمات قوات كاسترو.تنص الوثيقة على أنه «ليس هناك شك في أنه لو كان هناك المزيد من طائرات جي ميت والمزيد من أطقم الطائرات، لكان الغطاء الجوي المستمر ممكنًا». تجاهل كل من كينيدي حقيقة أن الضربات الجوية المحدودة ستمنع القوة الجوية للواء من أن تكون فعالة بسبب خطر الهجوم المضاد من قبل القوات الجوية الكوبية.نُقل عن أحد موظفي البيت الأبيض قوله: «...كانت الخطة هي تدمير القوة الجوية لكاسترو على الأرض قبل بدء المعركة ومن ثم توفير الدعم الجوي، مع» سلاح الجو «المناهض لكاسترو يتكون من حوالي عشرين طائرة فائضة.جوا من قبل المنفيين الكوبيين.فشلت تلك الخطة». في 18 أبريل، كان هناك نقل جوي مقرر من القوات الجوية الأمريكية وكان ذلك أفضل يوم لتعبئة اللواء بي-26.خلال هذه الضربة، لم تخسر أي طائرة وكانت هناك ضربة ناجحة على عمود كاسترو الذي كان ينتقل من بلايا لارغا إلى بلايا جيرون. يشير التاريخ الرسمي لهذه العملية إلى وجود العديد من الشكوك حول نتائج العمليات المختلفة بين 17-19 أبريل 1961، بما في ذلك عدد وهويات الضحايا من الطيارين والمدنيين الكوبيين، بالإضافة إلى سؤال حول الاستخدام المحتمل.النابالم من قبل القائم بأعمال رئيس قسم الطيران الأمريكي غارفيلد ثورسرود في 17 أبريل 1961.يشير التاريخ الرسمي إلى أن استخدام النابالم لم تتم الموافقة عليه رسميًا حتى اليوم التالي،18 أبريل 1961.بعد 10 أيام، أسقطت تايد 5 قنابل بي-26.

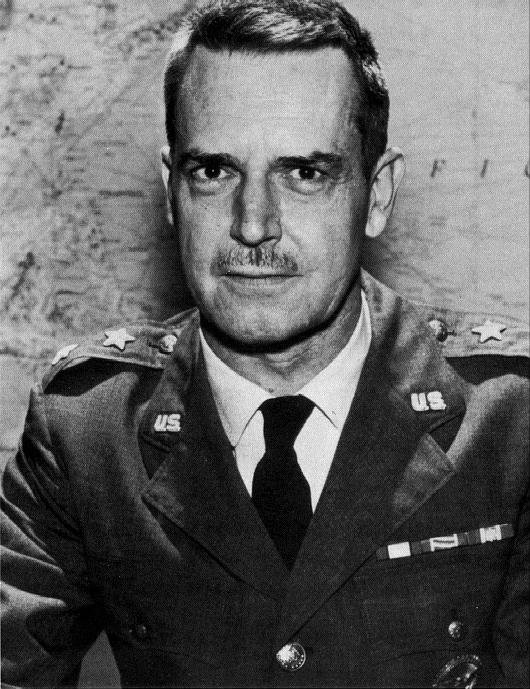
اللواء القوات الجوية الأمريكية اللواء إدوارد لانسديل،رئيس عملية النمس على الجانب العسكري من العملية،مع وليام هارفي يقود جهود وكالة المخابرات المركزية

قاد النمس إدوارد لانسديل في وزارة الدفاع وويليام كينغ هارفي في وكالة المخابرات المركزية.تم اختيار لانسدیل بسبب خبرته في مكافحة التمرد في الفلبين أثناء تمرد هوكبالاهاب، وكذلك بسبب خبرته في دعم نظام ديم الفيتنامي.نقل صموئيل هالبيرن، وهو منظم مشارك في وكالة المخابرات المركزية، اتساع نطاق المشاركة: «وكالة المخابرات المركزية والجيش الأمريكي والقوات العسكرية ووزارة التجارة والهجرة والخزانة، والله أعلم من آخر كان الجميع في النمس.لقد كانت عملية على مستوى الحكومة نفذت من مكتب بوبي كينيدي وكان إد لانسديل هو العقل المدبر.» 
أثناء التخطيط لـ «عملية النمس»، في آذار / مارس 1962، طلبت مذكرة وكالة المخابرات المركزية الأمريكية (CIA) الحصول على وصف موجز، ولكن دقيق، للذرائع التي اعتبرتها هيئة الأركان المشتركة أنها ستوفر تبريرًا للتدخل العسكري الأمريكي في كوبا.تصور المذكرة السرية سابقًا الطريقة التي سعت بها وكالة المخابرات المركزية وهيئة الأركان المشتركة إلى إيجاد سبب لغزو جزيرة كوبا يكون مقبولًا للشعب الأمريكي.تنص الوثيقة على أن «مثل هذه الخطة من شأنها أن تمكن من الجمع المنطقي للحوادث مع أحداث أخرى تبدو غير ذات صلة لإخفاء الهدف النهائي وخلق الانطباع الضروري عن الاندفاع الكوبي وعدم المسؤولية على نطاق واسع، الموجهة إلى بلدان أخرى مثل وكذلك الولايات المتحدة».وتشرع إلى القول، «النتيجة المرجوة من تنفيذ هذه الخطة ستكون وضع الولايات المتحدة في موقف واضح من المعاناة من مظالم يمكن الدفاع عنها من حكومة متهورة وغير مسؤولة لكوبا، وتطوير صورة دولية عن التهديد الكوبي للسلام.في نصف الكرة الغربي». ومن الاعتبارات المهمة الأخرى أن أي تدخل عسكري أمريكي في كوبا لا ينبغي أن يشمل الاتحاد السوفيتي. بالنظر إلى أن كوبا لم تكن جزءًا من حلف وارسو، ولم يكن هناك حتى الآن أي دليل مهم على وجود علاقة بين كوبا والاتحاد السوفيتي، كان يُعتقد أن التدخل العسكري يمكن أن يحدث دون عواقب وخيمة من الاتحاد السوفيتي حتى الآن.
كان هناك 32 مهمة  أو خطة  (مثلما يوجد 33  نوعًا حيًا من النمس) تم النظر فيها في إطار المشروع الكوبي، وقد تم تنفيذ بعضها.تنوعت الخطط في الفعالية والنية، من أغراض دعائية لتعطيل الحكومة والاقتصاد الكوبيين بشكل فعال.تضمنت الخطط استخدام القوات الخاصة للجيش الأمريكي، وتدمير محاصيل السكر الكوبية، وتعدين الموانئ.
كان هناك اجتماع للمجموعة الخاصة (المعززة) في غرفة اجتماعات وزير الخارجية ديفيد راسك في 10 أغسطس 1962، حيث تطرق وزير الدفاع روبرت ماكنمارا إلى موضوع تصفية القادة الكوبيين.نتج عن المناقشة مذكرة عمل مشروع النمس أعدها إدواردز لاندسدال.
في 4 أكتوبر 1962، اجتمعت مجموعة خاصة حول عملية النمس لمناقشة الإجراءات.كان المدعي العام، السيد جونسون، والجنرال لانسديل من بين آخرين.بينما ناقشوا بعض المصالح الذاتية في الحصول على المياه الكوبية من أجل حقوق التعدين، والتخطيط لخطط طوارئ عسكرية، ومهاجمة غوانتانامو، لم يشارك جميع المشاركين في هذه المعتقدات والأفكار.بحلول نهاية الاجتماع، حددوا أربعة أهداف رئيسية.(1) لقد احتاجوا إلى مزيد من المعلومات الاستخبارية حول كوبا لتحديد كيفية المضي قدمًا.من المحتمل أن يشمل ذلك تحقيقات أخرى من قبل وكالة المخابرات المركزية في كوبا.(2) احتاجوا إلى زيادة حجم التخريب الذي تورط فيه عملاؤهم.وتم وضع خط تحت عنوان «يجب أن يكون هناك المزيد من التخريب».(3) أن اللوائح والقيود يجب أن تتحقق بحيث يمكن لوكالة المخابرات المركزية كوكالة وعملاء عملياتهم اتخاذ بعض الاختصارات في التدريب والاستعدادات.(4) أن وكالة المخابرات المركزية ستفعل أي شيء في وسعها للتخلص من كاسترو ووقف انتشار الشيوعية في نصف الكرة الغربي.النقطة الرابعة تقول: «يجب بذل كل الجهود لتطوير مقاربات جديدة وخيالية لإمكانية التخلص من نظام كاسترو».
في 26 أكتوبر 1962، كتب كاسترو رسالة إلى خروتشوف يحدد فيها معتقداته المتعلقة بما سيحدث في حالة العدوان، وأبلغه أن يطمئن إلى أن كوبا ستقاوم وتتصرف مع قوى العدوان المعارضة.
كانت عملية نورثوودز عبارة عن خطة مقترحة في عام 1962، ووقعها رئيس هيئة الأركان المشتركة وقدمت إلى وزير الدفاع روبرت ماكنمارا للموافقة عليها، والتي تهدف إلى استخدام عمليات العلم الزائف لتبرير التدخل في كوبا.من بين مسارات العمل التي تم النظر فيها كانت الهجمات الحقيقية والمحاكاة على الأراضي الأمريكية أو الأجنبية والتي سيتم إلقاء اللوم عليها على الحكومة الكوبية.كان من الممكن أن تشمل هذه الهجمات أو الإبلاغ عن هجمات وهمية على المنفيين الكوبيين، وإلحاق الضرر بالقواعد والسفن الأمريكية، ومهاجمة الطائرات «الكوبية» لدول أمريكا الوسطى مثل هايتي أو جمهورية الدومينيكان، والعثور على شحنات من الأسلحة على الشواطئ القريبة، وتزوير طائرة عسكرية كوبية لتدميرها.طائرة مدنية أمريكية، والتطور المحتمل لحملة إرهابية أخرى كاذبة على الأراضي الأمريكية. تم رفض العملية من قبل كينيدي ولم يتم تنفيذها أبدًا.بحلول عام 1962، تبين أن دولًا أخرى كانت تمول ثورة كاسترو.
لعب المشروع الكوبي دورًا مهمًا في الأحداث التي أدت إلى أزمة الصواريخ الكوبية عام 1962.قدم إدوارد لانسديل الجدول الزمني للمشروع المكون من ست مراحل في 20 فبراير 1962 ؛ أشرف عليها المدعي العام روبرت كينيدي.تم اطلاع الرئيس كينيدي على المبادئ التوجيهية للعملية في 16 مارس 1962.حدد لانسديل الخطوط العريضة للبرنامج المنسق للعمليات السياسية والنفسية والعسكرية والتخريبية والاستخباراتية بالإضافة إلى محاولات اغتيال القادة السياسيين الرئيسيين.كل شهر منذ تقديمه، كانت هناك طريقة مختلفة لزعزعة استقرار النظام الشيوعي.تضمنت بعض هذه الخطط نشر الدعاية السياسية المناهضة لكاسترو، وتسليح جماعات المعارضة المسلحة، وإنشاء قواعد حرب العصابات في جميع أنحاء البلاد، والاستعدادات للتدخل العسكري في أكتوبر في كوبا.تم وضع العديد من الخطط الفردية من قبل وكالة المخابرات المركزية لاغتيال كاسترو.ومع ذلك، لم ينجح أي منها.

## تنفيذ
العمليات السرية لوكالة المخابرات المركزية ومحطة جمع المعلومات الاستخباراتية جي ام ويو في ميامي تم تأسيسها كمركز عمليات لـفرقة عمل دبليو، وحدة سي أي أي المخصصة لعملية النمس./ كانت أنشطة الوكالة متمركزة أيضًا في مركز القبول الكاريبي في أوبا لوكا،فلوريدا، وحتى في مرحلة ما جندت مساعدة المافيا (الذين كانوا حريصين على استعادة عملياتهم في الكازينو الكوبي)للتخطيط لعملية اغتيال محاولة ضد كاسترو كان ويليام هارفي أحد ضباط حالة وكالة المخابرات المركزية الذين تعاملوا مباشرة مع المافيا جون روسيلي. تم تقديم المافيا جون روسيلي إلى وكالة المخابرات المركزية من قبل عميل مكتب التحقيقات الفيدرالي السابق روبرت ماهو.كان ماهو يعرف روسيلي منذ الخمسينيات وكان على دراية بصلته بنقابة القمار.تحت الاسم المستعار «جون راولسون»، تم تكليف روسيلي بتجنيد كوبيين من فلوريدا للمساعدة في اغتيال كاسترو.
كتب المؤرخ ستيفن رابي أن «العلماء ركزوا بشكل مفهوم على.غزو خليج الخنازير، والحملة الأمريكية للإرهاب والتخريب المعروفة باسم عملية النمس، ومؤامرات الاغتيال ضد فيدل كاسترو، وبالطبع أزمة الصواريخ الكوبية.ولم يول اهتمام كبير بحالة العلاقات الأمريكية الكوبية في أعقاب أزمة الصواريخ».يكتب رابي أن التقارير الواردة من لجنة الكنيسة تكشف أنه اعتبارًا من يونيو 1963فصاعدًا، كثفت إدارة كينيدي حربها ضد كوبا في حين قامت وكالة المخابرات المركزية بدعاية «الإنكار الاقتصادي» والتخريب لمهاجمة الدولة الكوبية بالإضافة إلى أهداف محددة داخلها. ومن الأمثلة التي تم الاستشهاد بها حادثة قام فيها عملاء وكالة المخابرات المركزية، في سعيهم لاغتيال كاسترو، بتزويد المسؤول الكوبي رولاندو كوبيلا سيكادس بقلم حبر جاف مزود بإبرة سامة تحت الجلد. في هذا الوقت، تلقت وكالة المخابرات المركزية تصريحًا لـ13 عملية كبرى في كوبا، بما في ذلك الهجمات على محطة للطاقة الكهربائية،ومصفاة لتكرير النفط، ومصنع للسكر. جادل رابي بأن «إدارة كينيدي...لم تُظهر أي اهتمام بطلب كاسترو المتكرر للولايات المتحدة أن توقف حملتها التخريبية والإرهاب ضد كوبا.لم يتبع كينيدي سياسة المسار المزدوج تجاه كوبا...ولن تقبل الولايات المتحدة سوى مقترحات الاستسلام».كما يوثق راب كيف «قامت مجموعات المنفى، مثل ألفا 66 والجبهة الثانية لإسكامبراي، بشن غارات كر وفر على الجزيرة...على السفن التي تنقل البضائع.اشترت الأسلحة في الولايات المتحدة وشنت...هجمات من جزر البهاما.» 
يقول مؤرخ هارفارد خورخي دومينجيز أن نطاق عملية النمس شمل أعمال تخريب ضد جسر للسكك الحديدية،ومرافق تخزين البترول، وحاوية تخزين دبس السكر، ومصفاة لتكرير البترول، ومحطة طاقة، ومنشرة ، ورافعة عائمة.يقول دومينجيز إن «مسؤولًا أمريكيًا أثار مرة واحدة فقط في [] ألف صفحة من الوثائق شيئًا يشبه اعتراضًا أخلاقيًا ضعيفًا على الإرهاب الذي ترعاه حكومة الولايات المتحدة.»  وقد نُفِّذت بعد ذلك إجراءات ضد مصفاة لتكرير البترول، ومحطة لتوليد الكهرباء، ومنشورة، ورافعة عائمة في ميناء كوبي لتقويض الاقتصاد الكوبي.
تم تصميم المشروع الكوبي في الأصل ليبلغ ذروته في أكتوبر1962 بـ«تمرد مفتوح والإطاحة بالنظام الشيوعي».كان هذا في ذروة أزمة الصواريخ الكوبية، حيث اقتربت الولايات المتحدة والاتحاد السوفيتي بشكل مثير للقلق من حرب نووية بسبب وجود الصواريخ السوفيتية في كوبا، والتي تم التحقق منها بواسطة طائرات تحلق على ارتفاع منخفض في مهام التصوير الفوتوغرافي والتصوير بالمراقبة الأرضية. تم تعليق العملية في 30 أكتوبر1962، ولكن تم نشر 3 فرق تخريبية من ستة رجال في كوبا.
كتب دومينغيز أن كينيدي أوقف تصرفات النمس مع تصاعد أزمة الصواريخ الكوبية (حيث تم الحصول على صور الأسلحة النووية السوفيتية المتمركزة على الشاطئ الشمالي لكوبا من قبل المخابرات الأمريكية عبر استطلاع الأقمار الصناعية)، لكنه "عاد إلى سياسته المتمثلة في رعاية الإرهاب ضد كوبا خفت المواجهة مع الاتحاد السوفياتي ". ومع ذلك،جادل نعوم تشومسكي بأن "العمليات الإرهابية استمرت خلال اللحظات الأكثر توتراً في أزمة الصواريخ"، مشيراً إلى أنه "تم إلغاؤها رسمياً في 30 أكتوبر، بعد عدة أيام من اتفاقية كينيدي وخروتشوف، لكنها استمرت رغم ذلك".وبناءً على ذلك، أوصت "اللجنة التنفيذية لمجلس الأمن القومي" بمختلف مسارات العمل، بما في ذلك "استخدام المنفيين الكوبيين المختارين لتخريب المنشآت الكوبية الرئيسية بطريقة يمكن أن تُنسب العملية إلى الكوبيين في كوبا" وكذلك "التخريب".الشحن البحري والشحن الكوبي، والبضائع [السوفيتية] والشحن إلى كوبا." 
تتألف عملية النمس من برنامج عمل سري، بما في ذلك التخريب، والحرب النفسية، وجمع المعلومات الاستخبارية، وخلق ثورة داخلية ضد الحكومة الشيوعية. لا تزال الولايات المتحدة تفتقر إلى القدرة على إيصال المعلومات بشكل فعال إلى غالبية الشعب الكوبي.كان لديهم حظر تجاري، ورفض مرافق التزويد بالوقود، وزيادة أمن الموانئ، وإجراءات مراقبة الشحن العابر، والبيانات الفنية، والتفتيش الجمركي.استخدمت الولايات المتحدة أيضًا الوسائل الدبلوماسية لإحباط المفاوضات التجارية الكوبية في إسرائيل والأردن وإيران واليونان وربما اليابان. منذ البداية، حدد لانسدیل وزملاؤه أعضاء إس جي أي الدعم الداخلي للحركة المناهضة لكاسترو ليكون أهم جانب في العملية.كان يُنظر إلى التنظيم والدعم الأمريكيين للقوات المناهضة لكاسترو في كوبا على أنه أمر أساسي، مما أدى إلى توسيع المشاركة الأمريكية مما كان في الغالب مساعدة اقتصادية وعسكرية لقوات المتمردين.لذلك، كان لانسديل يأمل في تنظيم جهد داخل العملية، بقيادة وكالة المخابرات المركزية، لبناء الدعم سرًا لحركة شعبية داخل كوبا.كان هذا تحديا كبيرا.كان من الصعب تحديد القوات المناهضة لكاسترو داخل كوبا وكان هناك نقص في الدعم الشعبي الذي يمكن للمتمردين الكوبيين الاستفادة منه. في غضون الأشهر القليلة الأولى، أشارت مراجعة داخلية لعملية النمس إلى محدودية قدرات وكالة المخابرات المركزية على جمع معلومات استخباراتية قوية وإجراء عمليات سرية في كوبا.بحلول يناير 1962، فشلت وكالة المخابرات المركزية في تجنيد عملاء كوبيين مناسبين يمكنهم التسلل إلى نظام كاسترو. قدرت وكالة المخابرات المركزية ولانسديل أنهما احتاجتا إلى 30 عميلًا كوبيًا.انتقد لانسديل جهود وكالة المخابرات المركزية لتكثيف أنشطتها لتلبية الجداول الزمنية الملائمة لعملية النمس.اشتكى روبرت ماكون من وكالة المخابرات المركزية من أن الجدول الزمني للانسديل كان متسارعًا للغاية وأنه سيكون من الصعب تحقيق المهام المطلوبة في مثل هذا الإطار الزمني القصير.

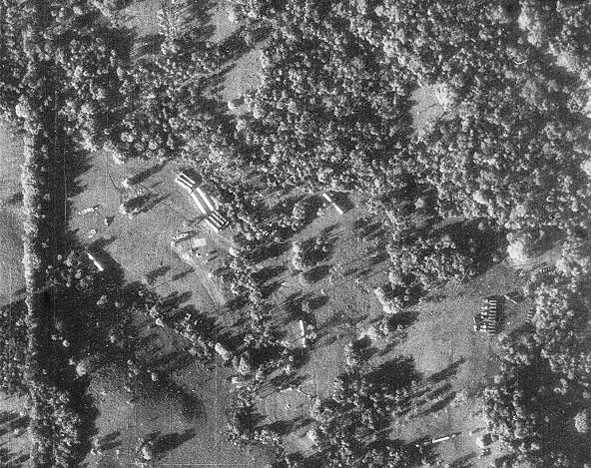
أزمة الصواريخ الكوبية : صورة استطلاع تظهر الصواريخ

في فبراير، قدم لانسدیل مراجعة شاملة لجميع أنشطة عملية النمس حتى الآن.كانت لهجته عاجلة، حيث قال إن «الوقت يمر ضدنا.يشعر الشعب الكوبي بالعجز ويفقد الأمل بسرعة.إنهم بحاجة إلى رموز المقاومة الداخلية والمصالح الخارجية قريبًا.إنهم بحاجة إلى شيء يمكنهم الانضمام إليه على أمل البدء في العمل بالتأكيد من أجل إسقاط النظام». وطالب بتكثيف الجهود من جميع الوكالات والإدارات للإسراع في تنفيذ المشروع الكوبي.وضع خطة من ستة أجزاء تستهدف الإطاحة بحكومة كاسترو في أكتوبر 1962.
في مارس 1962، تم إنتاج تقرير استخباراتي رئيسي، كتبته وكالة المخابرات المركزية، من أجل لانسدیل.أظهر أنه على الرغم من أن ما يقرب من ربع السكان الكوبيين يقفون وراء نظام كاسترو، إلا أن بقية السكان كانوا مستائين وسلبيين.يكتب التقرير أن الغالبية السلبية من الكوبيين «استسلمت لقبول النظام الحالي باعتباره الحكومة المؤثرة». كان الاستنتاج أن ثورة داخلية داخل كوبا غير مرجحة.
أدى الافتقار إلى التقدم والوعد بالنجاح خلال الشهرين الأولين من العملية إلى توتر العلاقات داخل إس جي أي.وانتقد ماكون طريقة التعامل مع العملية، معتقدا أن «السياسة الوطنية كانت حذرة للغاية» واقترح بذل جهد عسكري أمريكي لتدريب المزيد من رجال حرب العصابات، وأجريت تدريبات عسكرية برمائية واسعة النطاق على الإنزال قبالة سواحل نورث كارولينا في أبريل 1962.
بحلول يوليو، كانت العملية لا تزال تظهر تقدمًا ضئيلًا.اقتربت المرحلة الأولى من عملية النمس من نهايتها.قدمت المجموعة الخاصة خططًا في 14 مارس 1962 للمرحلة الأولى من العملية حتى نهاية يوليو 1962.كانت هناك أربعة أهداف رئيسية للمرحلة الأولى ؛ أ.كان لجمع معلومات استخبارية قوية عن المنطقة المستهدفة، ب.القيام بجميع الإجراءات السياسية والاقتصادية والسرية الأخرى التي لا ترقى إلى خلق ثورة في كوبا أو الحاجة إلى التدخل العسكري الأمريكي، ج.كن متسقًا مع السياسة العلنية للولايات المتحدة وكن في وضع يسمح لك بالانسحاب مع الحد الأدنى من خسارة الأصول في هيبة الولايات المتحدة، د.مواصلة تخطيط جي سي إس والإجراءات الأولية الأساسية لقدرة أمريكية حاسمة على التدخل. خلال المرحلة الأولى، كان مؤتمر بونتا ديل إستي بمثابة إجراء سياسي أمريكي كبير لعزل كاسترو وتحييد نفوذه في نصف الكرة الأرضية.كانت زيارة الرئيس كينيدي الناجحة للمكسيك بمثابة عمل سياسي أمريكي رئيسي آخر كان له تأثير على العملية ولكنه لم يكن مرتبطًا بشكل مباشر بالعملية.تم إجراء عمليتين سياسيتين في المرحلة الأولى: مكافحة الدعاية لكاسترو الشيوعي في عيد العمال وإثارة رد فعل قوي في نصف الكرة الغربي على القمع العسكري الكوبي لمظاهرة الجوع في كارديناس في يونيو. كان اللاجئون الكوبيون من الاهتمامات الرئيسية الأخرى لعملية النمس حيث كان يعتقد أنهم يريدون الإطاحة بالنظام الشيوعي في هافانا واستعادة وطنهم.حصل اللاجئون على مساعدة أمريكية مفتوحة للبقاء في البلاد، لكنهم شاركوا في أعمال سرية بطريقة محدودة.وقد أُخذت قيود السياسة الخاصة بالوضوح والرؤية في الاعتبار عند التعامل مع إمكانات اللاجئين واستخدامها. مع اقتراب المرحلة الأولى من إغلاق المرحلة الثانية، تمت كتابة الخطة المتوقعة والنظر في أربعة احتمالات.كان الخيار الأول هو إلغاء الخطط التشغيلية ومعاملة كوبا كدولة تكتلية وحماية نصف الكرة الأرضية منها.كان الاحتمال التالي هو ممارسة جميع الضغوط الدبلوماسية والاقتصادية والنفسية وغيرها من الضغوط الممكنة للإطاحة بنظام كاسترو الشيوعي دون التوظيف العلني للجيش الأمريكي.كان الاحتمال الآخر هو مساعدة الكوبيين في الإطاحة بنظام كاسترو الشيوعي بمرحلة خطوة بخطوة لضمان النجاح بما في ذلك استخدام القوة العسكرية إذا لزم الأمر.كان الاحتمال الأخير هو استخدام الاستفزاز والإطاحة بنظام كاسترو الشيوعي من قبل القوة العسكرية الأمريكية. في المراجعة التي أجراها في يوليو، أوصى لانسدیل بخطة عمل قصيرة المدى أكثر عدوانية.كان يعتقد أن الوقت كان جوهريًا، لا سيما بالنظر إلى الحشد العسكري السوفياتي المكثف في كوبا.تم وضع خطط جديدة لتجنيد المزيد من الكوبيين للتسلل إلى نظام كاسترو، ومقاطعة البث الإذاعي والتلفزيوني الكوبي، ونشر وحدات التخريب الكوماندوز.
ومع ذلك، بحلول أواخر أغسطس، أثار الحشد العسكري السوفيتي في كوبا استياء إدارة كينيدي.أدى الخوف من الانتقام العسكري المفتوح ضد الولايات المتحدة وبرلين بسبب العمليات السرية الأمريكية في كوبا إلى إبطاء العملية.بحلول أكتوبر، مع احتدام أزمة الصواريخ الكوبية، طالب الرئيس كينيدي بوقف عملية النمس.توقفت عملية النمس رسميًا عن أنشطتها في نهاية عام 1962.

## مقترحات الاغتيال

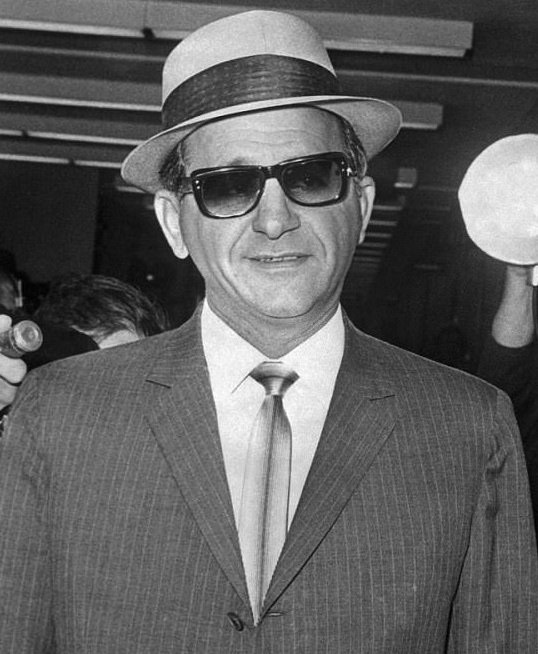
يُزعم أن وكالة المخابرات المركزية جندت زعماء الغوغاء سام جيانكانا (في الصورة) وسانتو ترافيكانتي ورجال عصابات آخرين لاغتيال فيدل كاسترو.

في أبريل 1967، أصدر المفتش العام تقريرًا حول المؤامرات المختلفة التي تم تصورها لاغتيال فيدل كاسترو.يفصل التقرير المخططات إلى عدة أطر زمنية تبدأ بـ «قبل أغسطس 1960» وتنتهي بـ «أواخر عام 1962 حتى عام 1963».وعلى الرغم من التأكيد على أن مؤامرات الاغتيال «تاريخ غير كامل»، وبسبب «حساسية العمليات التي تجري مناقشتها»، «لم يتم الاحتفاظ بسجلات رسمية فيما يتعلق بالتخطيط أو التصاريح أو تنفيذ مثل هذه المؤامرات».كان الشكل الرئيسي للوثائق المستخدمة لإنشاء الجدول الزمني لقطع الأراضي هو الشهادة الشفوية التي تم جمعها بعد سنوات من التخطيط الأصلي لقطع الأراضي.

### قبل أغسطس 1960
يفصل تقرير المفتش العام «ثلاثة على الأقل، وربما أربعة، مخططات كانت قيد الدراسة» خلال فترة زمنية بين مارس وأغسطس 1960.من المتوقع أن تكون جميع المخططات التي تم النظر فيها في هذا الوقت في عملية التخطيط في نفس الوقت.تضمنت الخطة الأولى في هذا الإطار الزمني هجومًا على محطة إذاعية يستخدمها كاسترو «لبث خطاباته برذاذ رذاذ لمادة كيميائية أنتجت تفاعلات مماثلة لتلك الخاصة بحمض الليسرجيك».لم يأتِ أي شيء من هذه المؤامرة، لأنه لا يمكن الاعتماد على المادة الكيميائية لإنتاج التأثيرات المقصودة.
ادعى جيك إسترلاين أن علبة السيجار، التي تمت معالجتها بالمواد الكيميائية، تم النظر فيها أيضًا في مؤامرة اغتيال كاسترو.كان المخطط هو أن المادة الكيميائية ستنتج "توهانًا مؤقتًا في الشخصية"، ووجود "كاسترو يدخن واحدًا قبل إلقاء خطاب" من شأنه أن يؤدي إلى جعل كاسترو "مشهدًا عامًا لنفسه".اعترف Esterline في وقت لاحق أنه على الرغم من أنه لم يتذكر بالضبط ما كان من المفترض أن يفعله السيجار، إلا أنه لم يعتقد أنها كانت قاتلة. تتناقض قوة فتك السيجار مع سيدني جوتليب الذي "يتذكر المخطط...الاهتمام بالقتل".حتى أن وكالة المخابرات المركزية حاولت إحراج كاسترو بمحاولة تسلل أملاح الثاليوم، وهو مزيل شعر قوي، إلى حذاء كاسترو، مما تسبب في تساقط لحيته وحاجبيه وشعر عانته.دارت فكرة هذه الخطة حول "تدمير صورة كاسترو باسم" اللحية ".الشخص الوحيد الذي لديه ذاكرة لهذه المؤامرة، والذي تم تحديده فقط من خلال الاسم المستعار [03]، خلص إلى "أن كاسترو لم يقم بالرحلة المقصودة، وأن المخطط فشل".
صدر مجلد وكالة المخابرات المركزية الأمريكية رفعت عنه السرية في عام 2011 بعنوان «العمليات الجوية، مارس 1960 - أبريل 1961» من «التاريخ الرسمي لعملية خليج الخنازير» يشير إلى أنه «كان من الواضح منذ البداية أن العمليات الجوية ستلعب دورًا رئيسيًا في برنامج وكالة المخابرات المركزية للإطاحة بالزعيم الكوبي».بحلول صيف عام 1960، سعت جي ميت، وهي وحدة تحت القيادة المباشرة لريتشارد إم بيسيل و DPD، للحصول على «طائرات للتسلل، والدعاية، وقطرات الإمداد للمجموعات المعارضة داخل كوبا».بحلول يوليو 1960، أصبح من الواضح أن «العمليات الجوية التكتيكية بالطائرات المقاتلة ستلعب دورًا رئيسيًا في خطط جي ميت».

### أغسطس 1960 إلى أبريل 1961
في أغسطس 1960، بدأت وكالة المخابرات المركزية المرحلة الأولى من خطة بعنوان «نقابة القمار».قام ريتشارد بيسيل بالاتصال بوكالة المخابرات المركزية روبرت ميهو بسحب جوني روسيلي، وهو عضو في نقابة لاس فيغاس. عرض ماهيو، متنكرا في زي مدير علاقات شخصية لشركة تعاني من خسائر مالية فادحة في كوبا بسبب تصرفات كاسترو، على روسيلي 150 ألف دولار مقابل اغتيال كاسترو الناجح. شارك في تقديم روسيلي المتآمر المشارك، «سام غولد»، الذي تم تحديده لاحقًا على أنه رجل العصابات في شيكاغو سام جيانكانا و «جو، الساعي»، الذي تم تحديده لاحقًا باسم سانتوس ترافيكانتي، زعيم كوبا نوسترا.
بالإضافة إلى ذلك، ذكر الدكتور إدوارد جان أنه تلقى علبة سيجار أنه مكلف بالتسمم ؛ ومع ذلك، تم تدمير السيجار بواسطة Gunn في عام 1963.
العديد من المخططات، فيما يتعلق بأفضل طريقة لإيصال السم النقابي، والتي تم النظر فيها خلال هذه الفترة تضمنت "(1) شيء شديد السمية...يتم إعطاؤه بواسطة دبوس...(2) مادة بكتيرية في صورة سائلة ؛ (3) المعالجة الجرثومية للسيجارة أو السيجار ؛ و (4) منديل معالج بالبكتيريا ”.وفقًا لبيسيل، كان الخيار الأكثر قابلية للتطبيق هو السوائل البكتيرية.ومع ذلك، كان المنتج النهائي عبارة عن حبوب بوتولين صلبة تذوب في سائل.
استخدم روسيللي، جنبًا إلى جنب مع زميله «سام جولد»، علاقتهما لإكراه المسؤول الكوبي خوان أورتا على تنفيذ عملية الاغتيال من خلال فواتير المقامرة الخاصة به. وبحسب ما ورد، حاول أورتا الاغتيال عدة مرات، بعد إعطائه عدة أقراص تحتوي على «نسبة عالية من المواد المميتة»، لكنه انسحب في النهاية بعد أن أصيب بـ «البرودة». يؤكد تقرير المفتش العام أن أورتا فقد إمكانية الوصول إلى كاسترو قبل أن يتلقى الحبوب وبالتالي لم يتمكن من إكمال المهمة.روسيلي عثر على ضابط آخر، الدكتور أنتوني فيرونا، لتنفيذ الاغتيال.

### أبريل 1961 حتى أواخر عام 1961
ألغيت خطة اغتيال كاسترو بحبوب سامة بعد خليج الخنازير.علاوة على ذلك، يتكهن تقرير المفتش العام بأن هذه المحاولة فشلت لأن كاسترو لم يعد يزور المطعم حيث كان من المفترض أن تُعطى حبوب منع الحمل له.
بدأت المرحلة الثانية من عملية نقابة القمار في مايو 1961 بمشروع زريفيل، الذي ترأسه هارفي.كان هارفي مسؤولاً عن ثماني محاولات اغتيال لكاسترو ولكن لم تكن أي من هذه المحاولات بارعة في تحقيق أي أهداف للسياسة الخارجية.احتوى هذا الجزء من المخطط على «قدرة تنفيذية على العمل (اغتيال زعيم أجنبي)، وهي قدرة احتياطية عامة لتنفيذ الاغتيالات عند الاقتضاء».كان الهدف الرئيسي لمشروع زريفيل هو تحديد العملاء المحتملين والبحث عن تقنيات الاغتيال التي يمكن استخدامها. دخل مشروع زريفيل وعمليات الوكالة في كوبا في البرنامج في نوفمبر 1961 عندما أصبح هارفي رئيسًا لفريق العمل لكوبا.
الروايات المتضاربة في تقرير المفتش العام حول كيفية حدوث الأحداث اللاحقة خلال هذه الفترة الزمنية تجعل من الصعب تحديد مسار كيفية تعامل فرقة العمل الكوبية مع عملياتها.ومع ذلك، كان هناك إجماع على أن روسيلي انخرط مرة أخرى مع الوكالة إلى جانب فيرونا.

### أواخر عام 1962 حتى عام 1963
مع مرور أشهر عام 1962، شكلت فيرونا فريقًا من ثلاثة رجال لضرب كاسترو.ومع ذلك، تم إلغاء الخطط مرتين مع تقرير المفتش العام الذي أشار إلى «الظروف في الداخل...ثم أدت أزمة الصواريخ في أكتوبر إلى إفساد الخطط».الاستنتاج الذي خلص إليه هارفي هو أن «الميليشيات الثلاث لم تغادر قط إلى كوبا».انهارت الاتصالات بين روسيلي ووكالة المخابرات المركزية بمجرد إخطار هارفي بأن روسيلي كان على قائمة مراقبة مكتب التحقيقات الفيدرالي.
في تأملات في أزمة الصواريخ الكوبية عام 1987، كتب ريمون ل.لم يكن السوفييت يرون سوى محاولة للتراجع عما كان، بالنسبة لهم، السؤال الرئيسي المتبقي: التأكيدات الأمريكية بعدم مهاجمة كوبا.في ذلك التاريخ، نجح فريق عمل تخريبي سري كوبي أرسل من الولايات المتحدة في تفجير منشأة صناعية كوبية «.قال غارثوف إن التخريب كان مخططًا له قبل اتفاق 28 أكتوبر وكان بعيدًا عن التذكر عندما أدركت إدارة كينيدي أنها لا تزال جارية، ومع ذلك،» بالنسبة للسوفييت، ربما كان يُنظر إلى هذا على أنه تذكير أمريكي خفي بقدرته على مضايقة ومحاولة لتخريب نظام كاسترو ". يقول تشومسكي إن هذا التخريب قتل "أربعمائة عامل، حسب رسالة الحكومة الكوبية إلى الأمين العام للأمم المتحدة.
قد تكون هذه بالتأكيد وجهة نظر غارثوف، لكن مثل هذه الاستفزازات المباشرة للكوبيين والسوفييت كانت متعارضة مع تعهد جون كنيدي بنزع فتيل أزمة الصواريخ بإزالة صواريخ جوبيتر الأمريكية من تركيا مقابل سحب الصواريخ السوفيتية من كوبا، والجهود المبذولة نحو التقارب مع كاسترو في أعقاب الأزمة. كان الكثيرون ينظرون إلى تبادل الصواريخ على أنه صفقة عادلة وفرت ماء الوجه لكلا الجانبين عند النظر في قدرات كل منهما على توجيه ضربة خطيرة للطرف الآخر. سعى كينيدي لاحقًا إلى الحوار مع كاسترو لعكس العلاقة المتوترة بين البلدين. نتيجة لتحدي وكالة المخابرات المركزية المستمر، استمرت التوترات بين الرئيس والوكالة، المتفاقم منذ الغزو الفاشل لخليج الخنازير، في التصاعد.
في أوائل عام 1963، ابتكرت وكالة المخابرات المركزية مؤامرة لتزويد كاسترو ببدلة غوص ملوثة بالفطر و «تلوث جهاز التنفس بعصيات درنة».لم يتم تنفيذ الخطة مطلقًا ولكن يُعتقد أنه تم شراء بدلة غوص بقصد منحها لكاسترو.
تضمنت طرق الاغتيال الأخرى المختلفة التي كانت تفكر بها وكالة المخابرات المركزية، تفجير الأصداف البحرية، وتعريضه للعديد من المواد المسمومة الأخرى مثل قلم الحبر وحتى الآيس كريم. إلى جانب خطط اغتيال كاسترو، كانت هناك خطط للقضاء على رولاندو كوبيلا، البطل الثوري الكوبي.بدأت مؤامرة كوبيلا كعملية لتجنيد شخص مقرب من كاسترو لشن انقلاب.
صرحت لجنة الكنيسة بمجلس الشيوخ الأمريكي لعام 1975 أنها أكدت ما لا يقل عن ثماني مؤامرات منفصلة تديرها وكالة المخابرات المركزية لاغتيال كاسترو. يؤكد فابيان إسكالانتي، الذي كان مكلفًا منذ فترة طويلة بحماية حياة كاسترو، أنه كان هناك 638 مخطط اغتيال منفصل لوكالة المخابرات المركزية أو محاولة اغتيال كاسترو.
نظرًا لأن اغتيال كاسترو بدا هدفًا مهمًا لإدارة كينيدي، فقد تم إنشاء أسطورة في التاريخ الأمريكي مفادها أن كينيدي كان مهووسًا بفكرة قتل كاسترو.ومع ذلك، هذا ليس صحيحا.جاء في مقال بعنوان «مخططات اغتيال كاسترو» أن «مؤامرات وكالة المخابرات المركزية لقتل كاسترو بدأت قبل فوز جون كينيدي بالرئاسة واستمرت بعد وفاته». في تقرير كتبه المفتش العام لوكالة المخابرات المركزية عام 1967، اعترف بأن هذا هو السبب وراء الطبيعة الخيالية للعديد من محاولات الاغتيال.كما قال إنه حذر من أن اغتيال كاسترو لن يؤدي بالضرورة إلى زعزعة استقرار الحكومة بالطريقة المرغوبة.لم يكن يعتقد أن اغتيال كاسترو سيفعل الكثير لتحرير كوبا من السيطرة الشيوعية.يذكر أن الناس ركزوا أكثر من اللازم على فكرة قتل كاسترو في حين أن «التخلص من كاسترو» لا يعني بالضرورة قتله.بسبب هذا التركيز الجزئي، لم يتم وضع خطط أوسع وأكثر تعقيدًا مع فرص أكبر للنجاح.
تم طرح العديد من أفكار الاغتيال من قبل وكالة المخابرات المركزية خلال عملية النمس. الأكثر شهرة كانت مؤامرة وكالة المخابرات المركزية المزعومة للاستفادة من حب كاسترو المعروف للسيجار من خلال الانزلاق في إمداداته «سيجار متفجر» حقيقي وقاتل للغاية. بينما تشير العديد من المصادر إلى أن حبكة السيجار المتفجرة حقيقة، يؤكد مصدر واحد على الأقل أنها مجرد أسطورة، ويرفضها آخر على أنها مجرد علف لصحيفة التابلويد في السوبر ماركت. يشير آخر إلى أن القصة ترجع أصولها إلى وكالة المخابرات المركزية، لكنهم لم يقترحوها بجدية على الإطلاق كمؤامرة.بدلاً من ذلك، تم اختلاق المؤامرة من قبل وكالة المخابرات المركزية على أنها فكرة «سخيفة» عن قصد لإطعام أولئك الذين يستجوبونهم حول خططهم لكاسترو، من أجل صرف النظر عن مجالات التحقيق الأكثر جدية.
كانت محاولة أخرى لاغتيال كاسترو عن طريق قلم حبر محمل بالسم الأسود ورقة شجر سوداء 40 وانتقل إلى أحد الأصول الكوبية في باريس يوم اغتيال الرئيس كينيدي،22 نوفمبر،1963.والجدير بالذكر أن الدلائل تشير أيضًا إلى أن هذين الحدثين حدثا في وقت واحد، في نفس اللحظة. يعترض رولاندو كوبيلا، القاتل المحتمل، على هذه الرواية، قائلاً إن ورقة شجر سوداء 40 لم يكن في القلم.ردت المخابرات الأمريكية لاحقًا قائلة إن ورقة شجر سوداء 40 كان مجرد اقتراح، لكن كوبيلا اعتقد أن هناك سمومًا أخرى ستكون أكثر فاعلية.بشكل عام لم يكن معجبًا بالجهاز. أدرك المخترع أن كوبيلو رفض الجهاز تمامًا.

## ميراث
بعد انتهاء عملية النمس، بذلت إدارة كينيدي بعض المحاولات لإصلاح العلاقات مع الحكومة الكوبية.كما تكشف بعض الوثائق الصادرة عن أرشيف الأمن القومي، حدث هذا بعد وقت قصير من انتهاء المشروع. تأتي إحدى الوثائق في شكل ورقة خيارات من متخصص في أمريكا اللاتينية حول كيفية إصلاح العلاقات.تبدأ الوثيقة باقتراح أنه من خلال محاولات وكالة المخابرات المركزية لاغتيال كاسترو وإسقاط الحكومة، كانوا "ينظرون بجدية فقط إلى جانب واحد من العملة" وأن بإمكانهم تجربة الجانب الآخر ومحاولة "إغراء كاسترو بهدوء لنا".." تمضي الوثيقة للدفع من أجل مزيد من الدراسات حول كيفية القيام بالضبط بتحسين العلاقات. تشير الوثيقة أيضًا إلى النتيجتين المحتملتين اللتين يمكن أن تأتي مع علاقة أفضل مع كوبا.تنص الوثيقة على أنه "على المدى القصير، من المحتمل أن نكون قادرين على تحييد اثنين على الأقل من مخاوفنا الرئيسية بشأن كاسترو: إعادة تقديم الصواريخ الهجومية والتخريب الكوبي.على المدى الطويل، سنكون قادرين على العمل على القضاء على كاسترو في أوقات فراغنا ومن وجهة نظر جيدة."  سيتم تأطير الجهود لإصلاح العلاقات بشكل كبير من خلال العلاقات السلبية التي تشكلت بسبب عملية النمس.
إحدى القضايا التي تسببت في عدم الثقة بين العلاقات الكوبية المدعومة من الولايات المتحدة والوكالة كانت الجبهة «المهتزة» بسبب عدم وجود اتفاق حقيقي بين الكوبيين والوكالة.وبحسب التفتيش الذي أجراه المفتش العام فايفر، «أراد القادة الكوبيون أن يقولوا شيئًا عن مسار العمليات شبه العسكرية». نشأت أسئلة ضمن هذا التفتيش التي تضمنت، «إذا كان المشروع قد تم تصوره بشكل أفضل، وتنظيما أفضل، وطاقم عمل أفضل، وإدارته بشكل أفضل، فهل كان لابد من تقديم هذه المسألة المحددة لقرار رئاسي على الإطلاق؟»  أثبتت التحقيقات الإضافية أن 1500رجل لم يكونوا كافيين منذ البداية ضد القوات العسكرية لكاسترو، فضلاً عن افتقار الوكالات إلى «التعامل مع الطيران العلوي»، الأمر الذي أدى تمامًا إلى الفشل الكامل لعملية النمس وكذلك عملية الخليج.غزو الخنازير.
قامت لجنة بقيادة الجنرال ماكسويل تايلور، المعروفة باسم لجنة تايلور، بالتحقيق في إخفاقات غزو خليج الخنازير.كان الهدف معرفة المسؤول عن الكارثة.في أحد مجلداته من تقرير داخلي كتب بين عامي 1974 و 1984، انتقد كبير المؤرخين في وكالة المخابرات المركزية جاك فايفر تحقيق لجنة تايلور، حيث حملت وكالة المخابرات المركزية المسؤولية الأساسية عن إخفاق خليج الخنازير.في نهاية المجلد الرابع، يأسف فايفر لأن تايلور كان له يد في إدامة فكرة أن «الرئيس كينيدي كان فارسًا أبيض ضلل من قبل نشطاء وكالة المخابرات المركزية، إن لم يكن مؤذون، مفرط الثقة».
في عام 1975، أصدرت لجنة تابعة لمجلس الشيوخ برئاسة السناتور فرانك تشيرش (ديمقراطي أيداهو)، للتحقيق في الانتهاكات المزعومة التي ارتكبها مجتمع المخابرات الأمريكية، أول تقرير من إجمالي أربعة عشر تقريرًا بعنوان «مؤامرات اغتيال مزعومة تشمل قادة أجانب».تتبعت لجنة الكنيسة مؤامرات موثقة ضد كاسترو نشأت في عام 1962.واستشهدت الوثائق بالاتصال الذي أجرته وكالة المخابرات المركزية مع المافيا الأمريكية والقاتل المتعاقد، جون روسيلي.روسيلي، المشاغب، لعابه للقضاء على كاسترو لإعادة كوبا إلى «الأيام الخوالي».مؤامرة أخرى أكثر غرابة تضمنت بطلًا ثوريًا كوبيًا اسمه Rolando Cubela، أطلق عليه اسم أملش من قبل وكالة المخابرات المركزية.سعت وكالة المخابرات المركزية إلى مشاركة كوبيلا في عملية اغتيال.في خريف عام 1963، قام ديزموند فيتزجيرالد، وهو مسؤول رفيع المستوى تحت وصاية فرانك ويسنر وصديق جيد لمدير وكالة المخابرات المركزية المستقبلية ويليام كولبي، الذي عمل في محطات وكالة المخابرات المركزية عبر الشرق الأقصى خلال الخمسينيات من القرن الماضي، بمتابعة خدمات كوبيلا السرية..في اجتماعاتهم، قدم فيتزجيرالد بشكل مزدوج نفسه على أنه الممثل الشخصي للمدعي العام الأمريكي روبرت ف.كينيدي.رأى بعض العلماء خطة الهجوم هذه على أنها نهج «الجزرة والعصا» لكينيدي في التعامل مع كاسترو.ومع ذلك، يرى مؤرخون آخرون أن هذه الجهود التي تبذلها وكالة المخابرات المركزية هي وسيلة لتقويض مبادرة الرئيس جون كينيدي للسلام تجاه كاسترو.يزعم بعض المؤرخين التحريفيين أن محاولات القضاء على كاسترو تمثل وجهًا من «هوس كينيدي» الذي يُزعم أنه لم يشاركه بقية واشنطن.تم تبديد هذه الفكرة بسهولة لسببين: 1) لم يكن كاسترو الهدف الوحيد للاغتيال السياسي على أجندة كينيدي و 2) كانت مؤامرات وكالة المخابرات المركزية لقتل كاسترو موجودة قبل وبعد فترة رئاسة كينيدي.
يُعترف على نطاق واسع بالمشروع الكوبي، كما هو الحال مع الغزو السابق لخليج الخنازير، على أنه فشل للسياسة الأمريكية ضد كوبا.وفقًا لنعوم تشومسكي، كان لديها ميزانية قدرها 50 مليون دولار سنويًا، وتوظف 2500 شخصًا من بينهم حوالي 500 أمريكي، وظلت سرية لمدة 14 عامًا، من عام 1961 إلى عام 1975.تم الكشف عنه جزئيًا من قبل لجنة الكنيسة في مجلس الشيوخ الأمريكي وجزءًا «من خلال الصحافة الاستقصائية الجيدة».قال إنه «من الممكن أن تكون العملية لا تزال جارية [1989]، لكنها استمرت بالتأكيد طوال السبعينيات».

## تصوير وسائل الإعلام
في فيلم جي اف كي أوليفر ستون، تم تصوير عملية النمس في تسلسلات الفلاش باك كأرض تدريب حيث يصبح لي هارفي أوزوالد، من بين أمور أخرى، ضليعا في تكتيكات الميليشيات المناهضة لكاسترو.

## روابط خارجية
- عملية النمس: مشروع كوبا، أرشيف التاريخ الكوبي،20 فبراير 1962.
- أزمة الصواريخ الكوبية ،1962، أرشيف الأمن القومي.
- لقاء مع المدعي العام للولايات المتحدة بشأن كوبا، محضر وكالة المخابرات المركزية ،19 يناير 1962.
- تبرير التدخل العسكري الأمريكي في كوبا، هيئة الأركان المشتركة ،13 مارس 1962.
- محضر اجتماع المجموعة الخاصة حول عملية النمس،4 أكتوبر 1962.
- تقرير المفتش العام لوكالة المخابرات المركزية حول مؤامرات اغتيال فيدل كاسترو، برنامج المراجعة التاريخية لوكالة المخابرات المركزية ،23 مايو 1967.(إصدار HTML)

قالب:United States in Latin America
1. 1 2  Cold War in South Florida: Historic Resource Study, Steven Hach (ed. نسخة محفوظة 21 ديسمبر 2016 على موقع واي باك مشين.
2. ↑  Spymaster: My Life in the CIA, Theodore G. Shackley, 2005, Brassey's, (ردمك 1-57488-915-X) "نسخة مؤرشفة". مؤرشف من الأصل في 2021-07-19. اطلع عليه بتاريخ 2022-01-19.{{استشهاد ويب}}:  صيانة الاستشهاد: BOT: original URL status unknown (link)
3. ↑  Domínguez، Jorge I. (أبريل 2000). "The @#$%& Missile Crisis" (PDF). Blackwell Publishers  [لغات أخرى]‏/دار نشر جامعة أكسفورد. Oxford/Malden. ج. 24 ع. 2: 305–316. DOI:10.1111/0145-2096.00214. مؤرشف من الأصل (PDF) في 2020-09-07. اطلع عليه بتاريخ 2019-09-06. On the afternoon of 16 October... Attorney General Robert F. Kennedy convened in his office a meeting on Operation Mongoose, the code name for a U.S. policy of sabotage and related covert operation aimed at Cuba... The Kennedy administration returned to its policy of sponsoring terrorism against Cuba as the confrontation with the Soviet Union lessened... Only once in these nearly thousand pages of documentation did a U.S. official raise something that resembled a faint moral objection to U.S.-government sponsored terrorism.
4. ↑  US Department of State, Foreign Relations of the United States 1961–1963, Volume X Cuba, 1961–1962 Washington, DC: Program Review by the Chief of Operations, Operation Mongoose (Lansdale), 18 January 1962 نسخة محفوظة 10 سبتمبر 2021 على موقع واي باك مشين.
5. 1 2  "Evolution of CIA's Anti-Castro Policies, 1951 – January 1961" (PDF). The National Security Archive. ديسمبر 1979. مؤرشف من الأصل (PDF) في 2021-10-29.
6. ↑  "Evolution of CIA's Anti-Castro Policies, 1951 – January 1961" (PDF). The National Security Archive. ديسمبر 1979. ص. 27–29. مؤرشف من الأصل (PDF) في 2021-10-29.
7. ↑  "OFFICIAL HISTORY OF THE, BAY OF PIGS OPERATION: VOLUME III EVOLUTION OF CIA's ANTI-CASTRO POLICIES, 1959-JANUARY 1961" (PDF). National Security Archive. مؤرشف من الأصل (PDF) في 2021-10-29. اطلع عليه بتاريخ 2017-03-02.
8. 1 2 3 4  Cuban Operation: CIA Report[وصلة مكسورة]
9. 1 2  "Church Committee: Interim Report – Alleged Assassination Plots Involving Foreign Leaders". مؤرشف من الأصل في 2021-12-18.
10. ↑  "REPORT ON PLOTS TO ASSASSINATE FIDEL CASTRO (1967 INSPECTOR GENERAL'S REPORT)". مؤرشف من الأصل في 2021-12-28.
11. ↑  Michael Grow.
12. ↑  Schoultz، Lars (2009). "State Sponsored Terrorism". That infernal little Cuban republic : the United States and the Cuban Revolution. Chapel Hill: University of North Carolina Press. ص. 170–211. ISBN:9780807888605. مؤرشف من الأصل في 2021-08-15. اطلع عليه بتاريخ 2020-02-02. What more could be done? How about a program of sabotage focused on blowing up "such targets as refineries, power plants, micro wave stations, radio and TV installations, strategic highway bridges and railroad facilities, military and naval installations and equipment, certain industrial plants and sugar refineries." The CIA proposed just that approach a month after the Bay of Pigs, and the State Department endorsed the proposal... In early November, six months after the Bay of Pigs, JFK authorized the CIA's "Program of Covert Action", now dubbed Operation Mongoose, and named Lansdale its chief of operations. A few days later, President Kennedy told a Seattle audience, "We cannot, as a free nation, compete with our adversaries in tactics of terror, assassination, false promises, counterfeit mobs and crises." Perhaps – but the Mongoose decision indicated that he was willing to try.
13. 1 2 3 4 5  Husain، Aiyaz (فبراير 2005). "Covert Action and US Cold War Strategy in Cuba, 1961–62". Cold War History. ج. 5: 23–53. DOI:10.1080/1468274042000283135.
14. ↑  "OFFICIAL HISTORY OF THE BAY OF PIGS: OPERATION VOLUME III EVOLUTION OF CIA's ANTI-CASTRO POLICIES, 1959-JANUARY 1961" (PDF). National Security Archive. مؤرشف من الأصل (PDF) في 2021-10-29. اطلع عليه بتاريخ 2017-03-02.
15. 1 2 3 4 5 6 7 8 9  Husain، Aiyaz (فبراير 2005). "Covert Action and US Cold War Strategy in Cuba, 1961–62". Cold War History. ج. 5: 23–53. DOI:10.1080/1468274042000283135.Husain, Aiyaz (February 2005).
16. ↑  "Official History of the Bay of Pigs Operation" (PDF). مؤرشف من الأصل (PDF) في 2021-10-29.
17. 1 2 3 4 5  http://nsarchive.gwu.edu/NSAEBB/NSAEBB355/bop-vol3.pdf نسخة محفوظة 2017-07-19 على موقع واي باك مشين.
18. 1 2 3  Volume 3 Cuba Plan نسخة محفوظة 29 أكتوبر 2021 على موقع واي باك مشين.
19. ↑  "Report on Plots to Assassinate Fidel Castro" (PDF). CIA. 23 مايو 1967. ص. 22. مؤرشف من الأصل (PDF) في 2021-10-22.
20. ↑  "OFFICIAL HISTORY OF THE, BAY OF PIGS: OPERATION VOLUME III EVOLUTION OF CIA's ANTI-CASTRO POLICIES, 1959-JANUARY 1961" (PDF). National Security Archive. مؤرشف من الأصل (PDF) في 2021-10-29. اطلع عليه بتاريخ 2017-03-02.
21. ↑  "Top Secret CIA 'Official History' of the Bay of Pigs: Revelations". nsarchive2.gwu.edu. مؤرشف من الأصل في 2021-12-30. اطلع عليه بتاريخ 2019-03-01.
22. 1 2  Volume 1 Cuba Plans. نسخة محفوظة 18 نوفمبر 2021 على موقع واي باك مشين.
23. 1 2  Central Intelligence Agency.
24. ↑  http://nsarchive.gwu.edu/NSAEBB/NSAEBB355/bop-vol1-part2.pdf نسخة محفوظة 2017-07-19 على موقع واي باك مشين.
25. ↑  James G. Blight, and Peter Kornbluh, eds., Politics of Illusion: The Bay of Pigs Invasion Reexamined.
26. ↑  "Memorandum for Chief of Operations, Cuba Project" (PDF). مؤرشف من الأصل (PDF) في 2020-10-27.
27. 1 2  US Department of Defense (13 مارس 1962). "The Cuba Project" (PDF). National Security Archives. George Washington University. مؤرشف من الأصل (PDF) في 2021-10-30.
28. ↑  "Foreign Relations of the United States, 1961–1963, Volume X, Cuba, January 1961–September 1962". DoS Office of the Historian. مؤرشف من الأصل في 2021-10-03. اطلع عليه بتاريخ 2017-05-01.
29. ↑  Weiner، Tim (23 نوفمبر 1997). "Stupid Dirty Tricks ; The Trouble With Assassinations". The New York Times. مؤرشف من الأصل في 2021-09-12. اطلع عليه بتاريخ 2017-05-01.
30. ↑  Vaughan, Terry A.; James M. Ryan; Nicholas J. Czaplewski (2010).
31. ↑  "Report on Plots to Assassinate Fidel Castro" (PDF). CIA. 23 مايو 1967. ص. 22. مؤرشف من الأصل (PDF) في 2023-02-13."Report on Plots to Assassinate Fidel Castro" (PDF).
32. ↑  "Memorandum for Record: Minutes of the Special Group on Operation MONGOOSE" (PDF). National Security Archive. مؤرشف من الأصل (PDF) في 2021-10-28. اطلع عليه بتاريخ 2017-01-27.
33. ↑  "National Security Archive – 30+ Years of Freedom of Information Action" (PDF). nsarchive.gwu.edu. مؤرشف من الأصل (PDF) في 2017-07-19. اطلع عليه بتاريخ 2018-04-06.
34. ↑  http://nsarchive.gwu.edu/NSAEBB/NSAEBB355/bop-vol2-part2.pdf نسخة محفوظة 2017-07-19 على موقع واي باك مشين.
35. ↑  Spymaster: My Life in the CIA, Theodore G. Shackley, 2005, Brassey's, (ردمك 1-57488-915-X)ISBN 1-57488-915-X "نسخة مؤرشفة". مؤرشف من الأصل في 2021-07-19. اطلع عليه بتاريخ 2022-01-19.{{استشهاد ويب}}:  صيانة الاستشهاد: BOT: original URL status unknown (link)
36. 1 2 3  Lansdale، Brig. General (26 فبراير 2017). "Memorandum for the special group" (PDF). مؤرشف من الأصل (PDF) في 2021-11-23.
37. ↑  Jack Anderson (18 يناير 1971). "6 Attempts to Kill Castro Laid to CIA". The Washington Post.
38. ↑  https://www.cia.gov/readingroom/docs/CIA-RDP83-01042R000200090002-0.pdf نسخة محفوظة 2021-12-12 على موقع واي باك مشين.
39. 1 2 3 4  Rabe، Stephen (ديسمبر 2000). "After the Missiles of October: John F. Kennedy and Cuba". وايلي-بلاكويل  [لغات أخرى]‏. ج. 30 ع. 4: 714–726. DOI:10.1111/j.0360-4918.2000.00140.x.{{استشهاد بدورية محكمة}}:  صيانة الاستشهاد: علامات ترقيم زائدة (link)
40. 1 2  Domínguez، Jorge I. (أبريل 2000). "The @#$%& Missile Crisis" (PDF). Blackwell Publishers  [لغات أخرى]‏/دار نشر جامعة أكسفورد. Oxford/Malden. ج. 24 ع. 2: 305–316. DOI:10.1111/0145-2096.00214. مؤرشف من الأصل (PDF) في 2020-09-07. اطلع عليه بتاريخ 2019-09-06. On the afternoon of 16 October... Attorney General Robert F. Kennedy convened in his office a meeting on Operation Mongoose, the code name for a U.S. policy of sabotage and related covert operation aimed at Cuba... The Kennedy administration returned to its policy of sponsoring terrorism against Cuba as the confrontation with the Soviet Union lessened... Only once in these nearly thousand pages of documentation did a U.S. official raise something that resembled a faint moral objection to U.S.-government sponsored terrorism.Domínguez, Jorge I. (April 2000).
41. 1 2  Chomsky, Noam.
42. 1 2  Lansdale، Brig. General (26 فبراير 2017). "Memorandum for the special group" (PDF). مؤرشف من الأصل (PDF) في 2023-02-13.Lansdale, Brig.
43. ↑  "History Matters Archive – 00/00/67 Report on Plots to Assassination Fidel Castro, pg". www.history-matters.com. مؤرشف من الأصل في 2021-09-13. اطلع عليه بتاريخ 2017-02-22.
44. ↑  Snow، Anita (27 يونيو 2007). "CIA Plot to Kill Castro Detailed". The Washington Post. Washington, DC. AP. مؤرشف من الأصل في 2021-09-10.
45. 1 2  "REPORT ON PLOTS TO ASSASSINATE FIDEL CASTRO (1967 INSPECTOR GENERAL'S REPORT)". مؤرشف من الأصل في 2023-02-13."REPORT ON PLOTS TO ASSASSINATE FIDEL CASTRO (1967 INSPECTOR GENERAL'S REPORT)".
46. 1 2 3  "Castro Assassination Plots". www.maryferrell.org (بالإنجليزية). Archived from the original on 2021-12-18. Retrieved 2017-03-03.
47. 1 2 3 4 5 6  "Castro Assassination Plots". www.maryferrell.org (بالإنجليزية). Archived from the original on 2023-02-13. Retrieved 2017-03-03."Castro Assassination Plots". www.maryferrell.org.
48. ↑  https://nsarchive2.gwu.edu/NSAEBB/NSAEBB355/bop-vol1-part1.pdf نسخة محفوظة 2021-07-06 على موقع واي باك مشين.
49. ↑  Raymond L. Garthoff (1987), Reflections on the Cuban Missile Crisis (بالإنجليزية), Brookings Institution, QID:Q86291856, pp. 78-79.
50. ↑  Noam Chomsky (May 2016), Who Rules the World? (بالإنجليزية), Picador, OL:20029949W, QID:Q86247233, pp. 108-109.
51. ↑  Evans، Michael. "The Cuban Missile Crisis, 1962: Anatomy of a Controversy". مؤرشف من الأصل في 2021-09-05. اطلع عليه بتاريخ 2017-05-01.
52. 1 2  "Kennedy Sought Dialogue with Cuba". National Security Archive. مؤرشف من الأصل في 2021-12-16. اطلع عليه بتاريخ 2017-03-01.
53. ↑  "The Cuban Missile Crisis, 1962: Anatomy of a Controversy". nsarchive2.gwu.edu. مؤرشف من الأصل في 2021-09-05.
54. ↑  Campbell، Duncan (3 أبريل 2006). "638 ways to kill Castro". The Guardian Unlimited. London. مؤرشف من الأصل في 2021-09-22. اطلع عليه بتاريخ 2006-05-28.
55. ↑  Stewart Brewer and Michael LaRosa (2006). Borders and Bridges: A History of US-Latin American Relations. Westport, Ct.: Greenwood Publishing Group. ص. 123. ISBN:0-275-98204-1.
56. ↑  Campbell، Duncan (3 أبريل 2006). "638 ways to kill Castro". The Guardian Unlimited. London. مؤرشف من الأصل في 2021-09-22. اطلع عليه بتاريخ 2006-05-28.
57. ↑  Campbell، Duncan (3 أبريل 2006). "638 ways to kill Castro". The Guardian Unlimited. London. مؤرشف من الأصل في 2023-02-13. اطلع عليه بتاريخ 2006-05-28.Campbell, Duncan (April 3, 2006). "638 ways to kill Castro".
58. ↑  "Castro Assassination Plots". Mary Ferrell Foundation. مؤرشف من الأصل في 2021-12-18.
59. ↑  "History Matters Archive – 00/00/67 Report on Plots to Assassination Fidel Castro, pg". www.history-matters.com. مؤرشف من الأصل في 2023-02-13. اطلع عليه بتاريخ 2017-02-22."History Matters Archive – 00/00/67 Report on Plots to Assassination Fidel Castro, pg". www.history-matters.com.
60. ↑  Stewart Brewer and Michael LaRosa (2006). Borders and Bridges: A History of US-Latin American Relations. Westport, Ct.: Greenwood Publishing Group. ص. 123. ISBN:0-275-98204-1.Stewart Brewer and Michael LaRosa (2006).
61. ↑  Malcolm Chandler and John Wright (2001). Modern World History. Oxford: Heinemann Education Publishers. ص. 282. ISBN:0-435-31141-7.
62. ↑  Joseph J. Hobbs, Christopher L. Salter (2006). Essentials Of World Regional Geography (ط. 5th). Toronto: Thomson Brooks/Cole. ص. 543. ISBN:0-534-46600-1.
63. ↑  Derek Leebaert (2006). The Fifty-year Wound: How America's Cold War Victory Shapes Our World. Boston: Little, Brown and Company. ص. 302. ISBN:0-316-51847-6. مؤرشف من الأصل في 2021-07-19.
64. ↑  Fred Inglis (2002). The People's Witness: The Journalist in Modern Politics. New Haven and London: Yale University Press. ص. 223. ISBN:0-300-09327-6. مؤرشف من الأصل في 2021-07-19.
65. ↑  BBC News (19 فبراير 2008). "Castro: Profile of the great survivor". مؤرشف من الأصل في 2021-05-09. اطلع عليه بتاريخ 2008-06-03.
66. ↑  David Hambling (2005). Weapons Grade: How Modern Warfare Gave Birth to Our High-Tech World. New York: Carroll & Graf Publishers. ص. 391. ISBN:0-7867-1769-6. مؤرشف من الأصل في 2021-07-19.
67. ↑  Charles R. Morris (1984). A Time of Passion: America, 1960–1980. New York: Harper & Row. ص. 210. ISBN:0-06-039023-9. مؤرشف من الأصل في 2021-07-19.
68. ↑  Lamar Waldron؛ Thom Hartmann (2005). Ultimate Sacrifice: John and Robert Kennedy, the Plan for a Coup in Cuba, and the Murder of JFK. New York: Carroll & Graf Publishers. ص. 409. ISBN:0-7867-1832-3. مؤرشف من الأصل في 2021-09-07.
69. ↑  REPORT ON PLOTS TO ASSASSINATE FIDEL CASTRO (1967 INSPECTOR GENERAL'S REPORT)pg. 14 web، مؤرشف من الأصل في 2021-12-28
70. ↑  REPORT ON PLOTS TO ASSASSINATE FIDEL CASTRO (1967 INSPECTOR GENERAL'S REPORT) pg. 15 web، مؤرشف من الأصل في 2021-12-28
71. ↑  REPORT ON PLOTS TO ASSASSINATE FIDEL CASTRO (1967 INSPECTOR GENERAL'S REPORT) pg. 104 web، مؤرشف من الأصل في 2021-12-28
72. ↑  REPORT ON PLOTS TO ASSASSINATE FIDEL CASTRO (1967 INSPECTOR GENERAL'S REPORT) pg. 103 web، مؤرشف من الأصل في 2021-12-28
73. ↑  "Kennedy Sought Dialogue with Cuba". National Security Archive. مؤرشف من الأصل في 2023-02-13. اطلع عليه بتاريخ 2017-03-01."Kennedy Sought Dialogue with Cuba".
74. ↑  "Cuba Policy April 11, 1963". National Security Archives. مؤرشف من الأصل في 2019-01-26. اطلع عليه بتاريخ 2017-03-01.
75. ↑  "Cuba Policy April 11, 1963". National Security Archives. مؤرشف من الأصل في 2019-01-26. اطلع عليه بتاريخ 2017-03-03.
76. 1 2  Pfeiffer (1992). "Inspector General's Survey of Cuban Operation". {{استشهاد بدورية محكمة}}: الاستشهاد بدورية محكمة يطلب |دورية محكمة= (مساعدة)
77. ↑  "Castro Assassination Plots". www.maryferrell.org. مؤرشف من الأصل في 2021-12-18.
78. ↑  Noam Chomsky, Peter Mitchell, Understanding Power, 2002, The New Press